# Mari
Mari este un oraș în Paraíba (PB), Brazilia.